# Дейл Бамперс
Дейл Леон Бамперс (англ. Dale Leon Bumpers; нар. 12 серпня 1925, Чарльстон, Арканзас — 1 січня 2016) — американський політик-демократ, 38-й губернатор штату Арканзас з 1971 по 1975, представляв штат у Сенаті США з 1975 по 1999.
Бамперс служив у Корпусі морської піхоти США під час Другої світової війни. Він навчався в Університеті Арканзасу, 1951 року закінчив Школу права Північно-Західного університету. Між тим, коли вивчав право у штаті Іллінойс, він став прихильником колишнього губернатора штату Едлая Стівенсона, кандидата від демократів на президентських виборах у 1952 і 1956 роках. 1952 року Бамперс повернувся до Арканзасу, де працював юристом.
Обоє батьків Бамперса загинули 1949 року в автокатастрофі. Він одружився у тому ж році з Бетті Лу Фланаган. У пари є троє дітей.
Бамперс дружить з Біллом Клінтоном, дав пристрасну промову на захист президента, коли Клінтон зіткнувся з імпічментом через скандал з Левінські.